# Batalla de Saint-Colombin (1793)
La batalla de Saint-colombín o combat de Pont-James es du a terme en 7 de maig de 1793, durant la Revolta de La Vendée. Acabà amb la victòria dels Vendéans que sorprengueren un destacament republicà a Saint-Colombin.

## Preludi
Fugint de l'avanç dels republicans, el líder de la Vendée, Charette, va abandonar Legé la nit del 3 al 4 de maig. Arribat a Rocheservière, Vrignault es va separar d'ell amb part de les seves forces. A Vieillevigne, Charette ha de pagar contra l'hostilitat del comitè reialista de la localitat per obtenir menjar per a les seves tropes i habitatge en coberts abandonats. També va enviar una carta per Charles de Royrand, a Montaigu, per advertir-lo de la seva arribada i demanar-li un lloc al seu acantonament. Però aquest va respondre reprovant-li que abandonés Legé i li prohibí venir al seu camp.
Legé va ser presa per quatre columnes republicanes el 5 de maig, però una d'elles, la de Saint-Colombin, va tornar el mateix vespre al seu antic cantó, El seu comandant, Laborie, va augmentar cinc companyies a Pont James i quatre a St. Colombin. L'endemà ha d'intervenir per restablir la disciplina a les seves tropes que cometen saquejos i es queixen de manca de pa i municions, ja que només tenen quinze cartutxos per home. Un sergent i diversos soldats de la 1st companyia de caçadors fins i tot es mostren rebels, segons Laborie, amenaçant de canviar a l'altre camp en el següent cas.
Informada de la tornada de Laborie, Charette va deixar Vieillevigne per anar el 6 d'abril als erms de Bouaine, entre Saint-Philbert-de-Bouaine i Montbert, Va trencar el seu campament durant la nit i es va dirigir al lloc de Pont-James, a Saint-Colombin.

## Forces implicades
Comandat pel comandant del batalló Laborie, el campament de Pont-James va ser defensat per 300 homes segons un informe del general Beysser al general Boulard. Laborie i els seus oficials, per la seva banda, afirmen en el seu informe{nota, 1} que la guarnició, privada d'un destacament i algunes patrulles, només tenia 320 a 330 homes en el moment de l'atac. El cap de Vendée, Lucas de La Championnière, dona a les seves memòries{nota, 2} una quantitat aproximada: de 300 a 400 homes. Émile Gabory parla de 500 homes per als republicans. La majoria pertanyen al 4t. regiment d'infanteria, - l'antiga regiment de Provence, - i encara estan usant els seus uniformes blancs. Altres són del regiment La Marck.
Per la banda de la Vendée, la tropa de Charette és de només 500 homes segons Le Bouvier-Desmortiers. Laborie estima que va ser atacat per 3.000 homes a peu i 60 genets. L'historiador Lionel Dumarcet indica, però, que els republicans tendeixen a exagerar el nombre dels seus adversaris i estima que la columna de Charette compta com a mínim entre 1000 i 1500 homes. Per a Émile Gabory, després d'haver abandonat Legé i haver-se separat dels 800 homes de Vrignault, Charette només té 400 combatents. Per a Alain Chantreau, 1.000 homes comandats per Vrignault es van separar de la tropa de Charette i aquest últim només té 400 infants i 50 de cavalleria, inclosos desertors del Régiment de Provence, i dos canons.

## Procés
El 7 de maig de 1793, els vendeans abandonaren Vieillevigne i es traslladaren a Saint-Colombin. L'atac contra la posició republicana comença a les 6:00, a 9:00 del matí. Els republicans estan sorpresos de descansar i entren en batalla poc abans de ser atacats per dues columnes. Després de disparar uns trets de canó, Laborie decideix retirar les seves tropes per creuar el poble i ocupar una posició en un turó. Tanmateix, el moviment es converteix en una derrota, els soldats cedeixen al pànic, llancen les armes i fugen o es rendeixen. Segons Laborie, els fusellers de Vendée van disparar només una cinquantena de trets durant la lluita. Després de la seva victòria, Charette es va retirar a Vieillevigne.

## Pèrdues
Charette afirma que "gairebé no ha perdut cap home" segons una carta en què anuncia la seva victòria a Royrand. Segons Le Bouvier-Desmortiers, el combat va causar poques víctimes, alguns republicans van morir i els Vendéans només van lamentar un ferit i dos cavalls morts.
Segons l'informe del general Canclaux, només entre 120 i 130 homes, inclòs Laborie, van aconseguir escapar, la majoria desarmats, van trobar refugi a Machecoul. Laborie i els seus oficials escriuen al seu informe que només 105 homes de 320 a 330 van arribar a Machecou. El general Beysser va enviar els fugitius a Nantes i els va enviar a un consell de guerra. Per a Lucas de La Championnière, gairebé tots els republicans van ser fets presoners i només un petit nombre va escapar cap a Saint-Philbert-de-Grand-Lieu. Per a Émile Gabory i Alain Chantreau, el nombre de presos és de 3.502, dels quals 274 són de l'antic regiment de Provença. Els Vendeanos també van capturar un canó.
Alguns oficials i soldats de l'ex-regiment de Provença reuneixen els insurgents i serveixen d'instructors per entrenar els camperols en combat. Altres estan tancats a Montaigu. Alguns van ser enviats a Nantes per oferir als republicans un intercanvi de presoners. Però els patriotes es neguen, donant la resposta que "la República no tracta amb els rebels". Només un dels republicans posats en llibertat condicional, un home anomenat Pierre Haudaudine, va tornar a convertir-se en presoner, Serà un dels presoners perdonats per Bonchamps després de la Segona Batalla de Cholet.

## Conseqüències
Per ordre del general Canclaux, que considerava que la localitat era ara insuficientment defensada, Legé va ser abandonada el 9 de maig pels republicans3. La seva petita guarnició, de 320 a 500 homes amb dos, canons comandats pel líder de la brigada Prat, es va retirar a Machecoul, El mateix vespre, Charette va poder tornar a Legé, on va establir la seva seu i on se li va unir Vrignault.